# Циклический ранг
Циклический ранг ориентированного графа — мера связности орграфа, предложенная Эгганом и Бучи.  Это понятие интуитивно отражает, насколько близок орграф к направленному ациклическому графу (НАГ, en:DAG), когда  циклический ранг НАГ равен нулю, в то время как ориентированный орграф порядка n с петлями в каждой вершине имеет циклический ранг n. Циклический ранг ориентированного графа тесно связан с глубиной дерева неориентированного графа и высотой итерации регулярных языков. Циклический ранг нашёл применение также в вычислениях с разреженными матрицами (см. статью Bodlaender, Gilbert, Hafsteinsson, Kloks, 1995) и логике.

## Определение
Циклический ранг r(G) орграфа G = (V, E) индуктивно определяется следующим образом
- Если G ацикличен, то r(G) = 0.
- Если G сильно связан и E не пусто, то

{\displaystyle r(G)=1+\min _{v\in V}r(G-v),\,} где {\displaystyle G-v} является орграфом, полученным удалением вершины v и всех рёбер, начинающихся или оканчивающихся в v.
- Если G не является компонентой сильной связности, то r(G) равен максимальному циклическому  рангу среди всех компонент сильной связности графа G.

Глубина дерева неориентированного графа имеет очень похожее определение с помощью неориентированной связности и связных компонент вместо сильной связности и компонент сильной связности.

## История
Циклический ранг ввёл Эгган в контексте высоты итерации регулярных языков. Циклический ранг переоткрыли Айзенштат и Лю как обобщение неориентированной глубины дерева. Понятие разрабатывалось с начала 1980-х и применялось для работы с разреженными матрицами.

## Примеры
Циклический ранг направленного ациклического графа равен 0, в то время как полный орграф порядка n с петлёй в каждой вершине имеет циклический ранг n.  Кроме этих двух случаев, известен циклический ранг нескольких других орграфов: неориентированный путь {\displaystyle P_{n}} порядка n, который обладает отношением симметрии рёбер и не имеет петель, имеет циклический ранг {\displaystyle \lfloor \log n\rfloor }.  Для ориентированного {\displaystyle (m\times n)}-тора {\displaystyle T_{m,n}}, т.е. прямого произведения двух ориентированных контуров длины m и n, имеем
{\displaystyle r(T_{n,n})=n} и {\displaystyle r(T_{m,n})=\min\{m,n\}+1} для m ≠ n.

## Вычисление циклического ранга
Вычисление циклического ранга является сложной задачей. Грубер доказал, что соответствующая задача разрешимости является NP-полной даже для разреженных орграфов с максимальной полустепенью исхода 2. Положительный момент состоит в том, что задача разрешима за время {\displaystyle O(1.9129^{n})} на орграфах с максимальной полустепенью исхода 2 и за время {\displaystyle O^{*}(2^{n})} на общих орграфах. Существует аппроксимационный алгоритм с аппроксимационным коэффициентом {\displaystyle O((\log n)^{\frac {3}{2}})}.

## Приложения

### Высота итерации регулярных языков
Первое приложение циклического ранга было в теории формальных языков для изучения высоты итерации языка регулярных языков.  Эгган установил отношение между теориями регулярных выражений, конечными автоматами и ориентированными графами.  В последующих годах это отношение стало известно как теорема Эггана.  
В теории автоматов недетерминированный конечный автомат с ε-переходами (ε-НКА) определяется как 5-ка, (Q, Σ, δ, q0, F), состоящая из
- конечного множества состояний Q
- конечного множества входных символов Σ (алфавита)
- множества помеченных рёбер δ, называемых отношениями перехода: Q × (Σ ∪{ε}) × Q.  Здесь ε означает пустую строку.
- начального состояния q0 ∈ Q
- множества состояний F (поглощающие состояния) F ⊆ Q.

Слово w ∈ Σ* допускается ε-НКА автоматом, если существует ориентированный путь из начального состояния q0 в некоторое конечное состояние из F используя рёбра из δ, так что конкатенация всех меток вдоль пути даёт слово w.  Множество всех слов над Σ*, допускаемых автоматом, является языком, принимаемым автоматом A.
Когда говорят о свойствах орграфов недетерминированного конечного автомата A с множеством состояний Q, естественным образом подразумевается орграф с множеством вершин Q, порождённый отношением  переходов. 
Теорема Эггана: Высота итерации языка регулярного языка L равна минимальному циклическому рангу среди всех недетерминированных конечных автоматов c ε-переходами (с пустыми переходами), принимающих язык L.
Доказательства этой теоремы дали Эгган и, позднее, Сакарович.

### Разложение Холецкого для разреженных матриц
Другое приложение этой концепции лежит в области вычислений с разреженными матрицами, а именно, для использования вложенного рассечения при вычислении разложения Холецкого (симметричной) матрицы с помощью параллельного алгоритма.  Заданную разреженную {\displaystyle (n\times n)} матрицу M можно интерпретировать как матрицу смежности некоторого симметричного орграфа G с n вершинами, так что ненулевые элементы матрицы соответствуют один-к-одному рёбрам графа G.  Если циклический ранг орграфа G не превосходит k, то разложение Холецкого матрицы M может быть вычислено максимум за k шагов на параллельном компьютере с {\displaystyle n} процессорами.